# مجموع مورثي

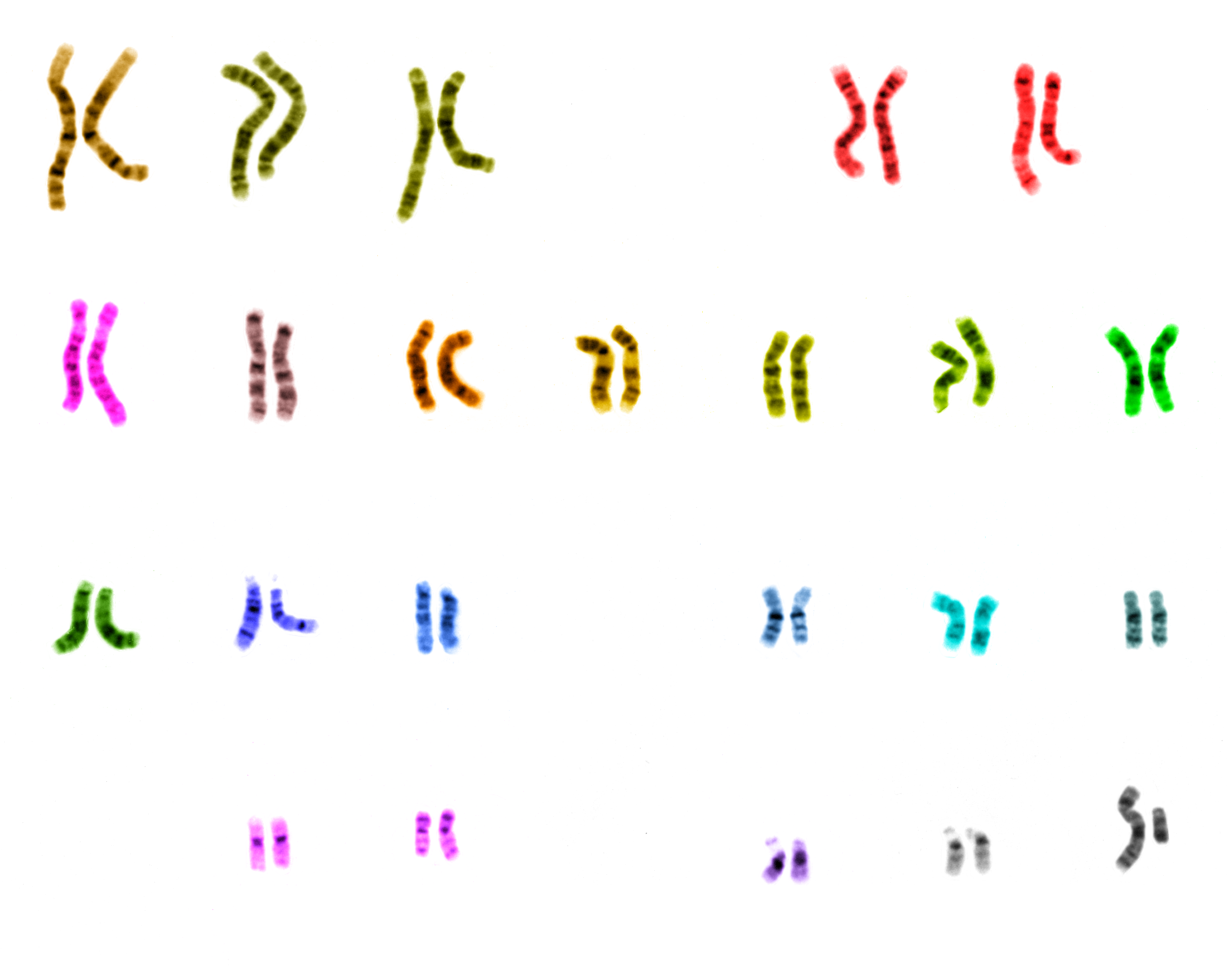
يتكون المجموع المورثي للرجل من 46 من الكروموسومات كل منها عبارة عن دنا. (دنا المتقدرات ليس مبينا في الشكل.)

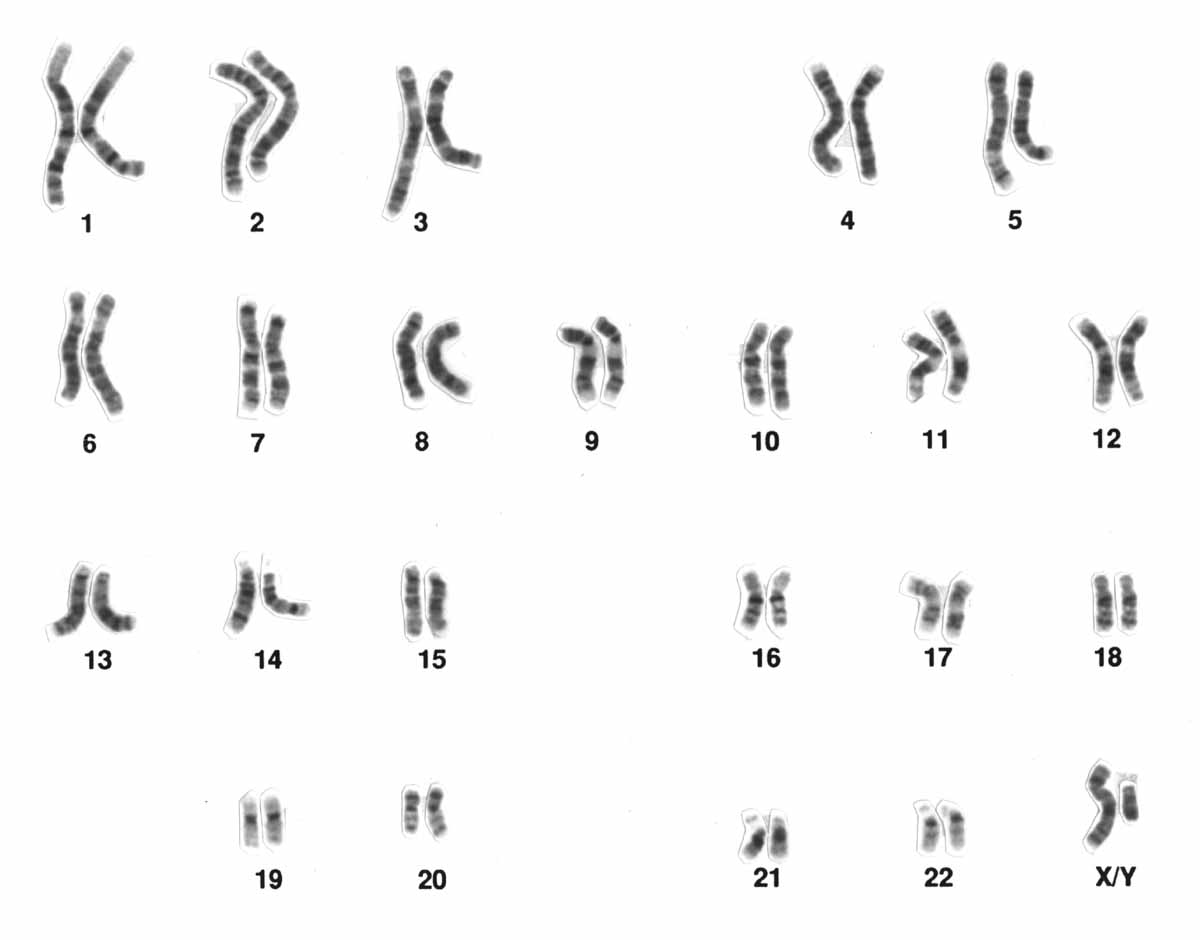
مجموعة كروموسومات رجل ، عددها 46 كروموسوم (23 زوجا) ، ومن ضمنهم الصبغيين الجنسيين X و Y.

صحيفة المحتوى الوراثي أو المجموع المورثي أو المَجِين أو الشريط الوراثي (جينوم) أو جينوم (Genome) في علم الأحياء هو كامل تسلسل الدنا لأحد الكائنات الحية. تحت المجهر الميكروسكوب يمكن رؤية شريط الدنا في هيئة معرفات للصبغيات الوراثية كروموسومات توجد في نواة الخلية الحية. استحدث المصطلح الإنكليزي «جينوم» عام 1920 من قبل هانس وينكلر بروفسور علم النبات في جامعة هامبورغ، ألمانيا نحتاً لكلمتي جين وكروموسوم.
المحتوى الوراثي (صحيفة الحالة الوراثية) يسمى كذلك الشريط الوراثي أو جينوم ، وهو مخزون في جسم الإنسان في كل نواة من أي خلية من خلاياه. ويشترك جميع البشر من شمال الأرض وجنوبها ومن جميع الاجناس والألوان في نحو 98% من الجينات ترميز الصبغيات الوراثية. ويدل هذا على أن البشرية المعاصرة جمعاء قد نشأت قبل نحو 150.000 سنة من مجموعة من البشر يقرب عددها ربما من 10.000 شخص من أصل واحد.
لكل كائن حي صحيفة حالة وراثية مدون بها ترتيب معرفاته الوراثية (كروموسوم) مع الترميز (كود جيني)و التسلسل المكون لمفردات الصبغ الوراثي (شيفرة جينية) والذي يعرف بشريطه الوراثي أو جينومه الخاص به. واستطاع الإنسان خلال الفترة بين عامي 1985 - 2003 أن يعين مجموعة من المورثات الخاصة بالشريط الوراثي الكامل للإنسان والمتكون من نحو 3 مليارات من المعرفات الوراثية علي صحيفة مفردات الصبغيات الوراثية (القواعد الهيدروجينية الموزعة على كروموسومات شريط شيفرة) (الدنا). وتم ذلك خلال مشروع عملاق يسمى مشروع الجينوم البشري، اشترك فيه أكثر من ألفي عالم عملوا في 23 معهد علمي في الولايات المتحدة ودول أخرى.

## أساسيات
إن المعلومات المسؤولة عن الوراثة والصفات الخاصة للخلايا وللأشخاص توجد مخزونة في الدنا ؛ وبصفة خاصة في تتابع القواعد النتروجينية في الدنا. تلك القواعد هي أدينين (A)، غوانين (G) وسيتوزين (C) وثيمين (T).
وأما الرنا فهو فرع واحد وليس لولب مزدوج مثل الدنا، ففي الرنا يستعاض عن الثيمين بالـيوراسيل (U). كل ثلاثة من القواعد المتتالية تحتوي في العادة على شفرة جينية، تستطيع تكوين بروتين أو حمض أميني.
ويفرق بين أجزاء على الدنا بين تتابعات قاعدية لها شفرة جينية وأخرى ليس لها شفرة جينية. وبحسب تتابع القواعد في الجينات التي لها شفرات فهي تنتج أنواعا من البروتينات في إطار التعبير الجيني. وبالإضافة إلى ذلك فإن أجزاء الدنا التي ليس لها شفرة معينة لإنتاج البروتين فهي لها دور في تنظيم عمل الجينات. كما توجد في الدنا ما يسمى أشباه الجينات Pseudogen: وهي تنشأ عن طريق طفرات في الجينات، قد يتحسن من خلالها النوع أو قد يبطل عمل الجين.
معظم الكائنات الحية تحوي الدنا نراها كـالكروموسومات تحت الميكروسكوب في أنوية الخلايا، وبالإضافة إلى ذلك توجد مواد جينية أخرى في الخلية خارج النواة. فنجد في حقيقيات النوى (مثل الحيوانات والنباتات والفطر والطلائعيات (بروتيستين)) متقدرات؛ وفي النبات والطحالب نجد فيها بلاستيدات وهي عبارة عن مورثة صغيرة تختص بها. كما تحوي بدائيات النوى (البكتيريا والبكتيريا القديمة جزيئات دنا قصيرة عديدة، تسمى بلازميد.

## أصل المصطلح
تم صياغة مصطلح الجينوم في عام 1920 من قبل هانس وينكلر، الذي كان أستاذًا في علم النبات في جامعة هامبورغ، ألمانيا. يقترح قاموس أكسفورد أن الاسم هو مزيج من كلمتي جين وكروموسوم. هناك بالفعل بعض الكلمات ذات الصلة التي تنتهي بلفظ «وم»، مثل بيوم (حيوم) ورايزوم (جذمور)، ما يشكل مفردات يتناسب معها الجينوم بشكل منهجي.

## تعريف الجينوم
من الصعب جدًا تحديد تعريف دقيق لـ «الجينوم». يشير المصطلح عادةً إلى جزيئات الحمض النووي الريبوزي منقوص الأكسجين، دنا، (أو أحيانًا الحمض النووي الريبوزي (رنا) التي تحمل المعلومات الجينية في الكائنات الحية، ولكن من الصعب في بعض الأحيان تحديد الجزيئات التي يجب تضمينها في التعريف؛ مثلًا، تحتوي البكتيريا عادةً على جزيء واحد أو عدة جزيئات من الدنا (الكروموسومات) التي تحتوي على جميع المواد الجينية الأساسية ولكنها تحتوي أيضًا على بلازميدات أصغر موجودة خارج الكروموسومات تحمل معلومات وراثية مهمة. عادةً ما يقتصر تعريف «الجينوم» المستخدم بشكل شائع في المؤلفات العلمية على جزيئات دنا الكبيرة في البكتيريا.
الأكثر صعوبة هو تحديد جينومات حقيقيات النوى لأن جميع أنواع حقيقيات النوى تقريبًا تحتوي على كروموسومات نووية بالإضافة إلى جزيئات دنا إضافية في الميتوكوندريون. بالإضافة إلى ذلك، تحتوي الطحالب والنباتات على دنا خاص بالبلاستيدات الخضراء. تميز معظم الكتب الدراسية بين الجينوم النووي وجينومات العضيات الخلوية (الميتوكوندريون والبلاستيدات الخضراء) لذلك عندما تذكر الكتب الجينوم البشري مثلًا، فإنها تشير فقط إلى المادة الجينية في النواة. هذا هو الاستخدام الأكثر شيوعًا لـ «الجينوم» في المؤلفات العلمية.
تتمتع معظم حقيقيات النوى بصيغة صبغية، ما يعني أن هناك نسختين من كل كروموسوم في النواة ولكن "الجينوم" يشير إلى نسخة واحدة فقط من كل كروموسوم. تحتوي بعض حقيقيات النوى على كروموسومات جنسية مميزة مثل الكروموسوم إكس وواي في الثدييات، بالتالي فإن تعريف الجينوم يجب أن يشمل نسختي الكروموسومات الجنسية. عند الإشارة مثلًا إلى الجينوم المرجعي القياسي في البشر، فإنه يتكون من نسخة واحدة من الصبغيات الجسمية الـ 22 بالإضافة إلى كروموسوم إكس واحد وكروموسوم واي واحد.

## الجينومات الفيروسية
يمكن أن تتكون الجينومات الفيروسية إما من دنا أو رنا. يمكن أن تكون جينومات رنا الفيروسية إما رنا ذات شريط أحادي أو رنا ذات شريط مزدوج، وقد تحتوي على جزيء رنا منفصل واحد أو أكثر (جينوم أحادي أو متعدد الأجزاء). يمكن أن تحتوي جينومات دنا الفيروسية على جينوم أحادي الشريط أو جينوم مزدوج الشريط. تتكون معظم جينومات الدنا الفيروسية من جزيء خطي أحادي من الدنا، لكن بعضها يتكون من جزيء دنا دائري.

## جينومات بدائيات النوى
تحتوي بدائيات النوى وحقيقيات النوى على جينومات دنا. تحتوي العتائق ومعظم البكتيريا على كروموسوم دائري واحد، ومع ذلك، تحتوي بعض الأنواع البكتيرية على كروموسومات خطية أو متعددة. إذا نُسخ الحمض النووي بشكل أسرع من عملية انقسام الخلايا البكتيرية، يمكن أن توجد نسخ متعددة من الكروموسوم في الخلية الواحدة، وإذا انقسمت الخلايا بمعدل أسرع من عملية نسخ الحمض النووي، يمكن نسخ الكروموسوم عدة مرات قبل حدوث الانقسام، ما يسمح للخلايا الوليدة بوراثة جينومات كاملة وكروموسومات منسوخة جزئيًا بالفعل. تحتوي معظم بدائيات النوى على نسبة قليلة جدًا من الدنا المكرر في جينوماتها. مع ذلك، تمتلك بعض البكتيريا التكافلية (مثل سيريشيا سيمبوتيكا) جينوم ناقص وجزء كبير من الجينات الكاذبة: فقط 40% من حمضها النووي يقوم بتشفير البروتينات.
تحتوي بعض أنواع البكتيريا على مادة وراثية مساعدة، التي هي أيضًا جزء من جينومها، والتي توجد في البلازميدات. لهذا السبب، لا ينبغي استخدام كلمة الجينوم كمرادف للكروموسوم.